# Nicole Van Den Broeck
Nicole Van Den Broeck (* 9. November 1946 in Meise, Flämisch-Brabant; † 17. April 2017) war eine belgische Radsportlerin und bisher einzige belgische Straßen-Weltmeisterin (Stand 2017).
Nicole Van Den Broeck war Ende der 1960er bis in die 1970er Jahre hinein eine der stärksten Radrennfahrerinnen Belgiens. Fünf Mal wurde sie belgische Straßen-Meisterin, ebenso oft nationale Meisterin in der Einerverfolgung auf der Bahn. 1973 errang sie am spanischen Montjuïc bei Barcelona den Titel der Straßenweltmeisterin.

## Erfolge
| 1969 - Belgische Meisterin – Straßenrennen 1970 - Belgische Meisterin – Straßenrennen 1973 - Weltmeisterin – Straßenrennen - Belgische Meisterin – Straßenrennen 1974 - Belgische Meisterin – Straßenrennen 1975 - Trofeo Alfredo Binda 1977 - Belgische Meisterin – Straßenrennen | 1974 - Belgische Meisterin – Einerverfolgung 1975 - Belgische Meisterin – Einerverfolgung 1976 - Belgische Meisterin – Einerverfolgung 1977 - Belgische Meisterin – Einerverfolgung 1977 - Belgische Meisterin – Einerverfolgung |